# Elitserien 1983/1984
Sezóna 1983/1984 byla 9. sezonou Švédské ligy ledního hokeje. Mistrem se stal tým AIK. Poslední tým sestoupil a předposlední hrál baráž o udržení proti nejlepším celkům druhé ligy.
| Vysvětlivky                              |
| ---------------------------------------- |
| Tým nepostupující do semifinále play off |
| Tým hrající Kvalserien (baráž)           |
| Sestupující tým                          |

## Základní část
| Poř. | Tým                | Z  | V  | R  | P  | Skóre     | B  |
| ---- | ------------------ | -- | -- | -- | -- | --------- | -- |
| 1    | AIK                | 36 | 19 | 6  | 11 | 141 - 114 | 44 |
| 2    | Djurgårdens IF     | 36 | 18 | 5  | 13 | 144 - 123 | 41 |
| 3    | IF Björklöven      | 36 | 15 | 10 | 11 | 140 - 121 | 40 |
| 4    | Södertälje SK      | 36 | 17 | 6  | 13 | 157 - 154 | 40 |
| 5    | Färjestads BK      | 36 | 16 | 6  | 14 | 130 - 134 | 38 |
| 6    | Skellefteå AIK     | 36 | 15 | 5  | 16 | 132 - 122 | 35 |
| 7    | Leksands IF        | 36 | 14 | 7  | 15 | 147 - 140 | 35 |
| 8    | Brynäs IF          | 36 | 12 | 8  | 16 | 140 - 140 | 32 |
| 9    | MoDo AIK           | 36 | 12 | 7  | 17 | 131 - 148 | 31 |
| 10   | Västra Frölunda IF | 36 | 8  | 8  | 20 | 129 - 195 | 24 |

## Play off

### Semifinále
- AIK - Södertälje SK 2:1 (3:5, 4:3, 11:1)
- Djurgårdens IF - IF Björklöven 2:1 (4:3, 0:3, 5:2)

### Finále
- AIK - Djurgårdens IF 3:0 (5:2, 2:0, 4:1)